# Stokkebæk
Stokkebæk (Stokkebæk Å) är ett vattendrag på ön Fyn i Danmark. Det ligger i Region Syddanmark, i den sydöstra delen av landet. Stokkebæk mynnar i Stora Bält.